# KBS광주방송총국
KBS광주방송총국(KBS光州放送總局)은 광주광역시와 전라남도 중북부지역을 대상으로 하는 KBS의 지역방송총국이다. 지역총국 중 하나로, 하부에 목포방송국과 순천방송국을 두고 있다.

## 개요
1942년 광주방송국으로 개국하여 1973년 한국방송공사 광주방송국으로 발족, 1982년  NHK 후쿠오카 방송국 자매결연. 1986년 12월 KBS 공사 직제개편으로 KBS 광주방송총국으로 승격되었다. 1998년 광주상무지구에 신청사를 기공하여, 2000년 12월 준공했다. 2003년 11월 디지털TV를 개국했다.
보도, 지역현안, 지역민 문제에 대한 시사교양적 프로그램을 자체제작하여 편성하며, 대부분의 프로그램은 KBS본사의 프로그램을 릴레이하여 편성한다.

## 역사
라디오 보급·설치 서비스 및 청취료 징수 업부 등의 이유로 1939년 4월부터 광주부 사정 117-2(現 광주광역시 남구 사동 177)에 출장소가 세워지고 업무가 시작되었다. 그 후 3년 뒤인 1942년 3월 21일 각각 50W의 출력으로 제1방송(일본어방송) 780kHz, 제2방송(한국어방송) 1040kHz 두개의 방송국을 개국하면서 방송 역사가 시작되었다.
1950년 6.25 남북전쟁으로 1950년 7월 23일부터 10월까지 약 3개월간 방송이 중단이 되었고, 전쟁으로 인해 방송시설이 파괴되었기 때문에 임시로 시설을 마련 해서 방송을 하다가 시설이 복구 되고 1951년 5월 8일 정상적으로 방송을 다시 시작하였다. 그 후 1961년 8월 1일 송정 광산리에 주파수 680kHz, 출력 10kW로 송정송신소를 개국하였다.
1966년 8월 15일 채널 3번, 출력 30W로 무등산에 TV중계소를 설치하면서 전남 지역에 첫 TV방송이 시작되었다. 초기에는 출력이 30W였기 때문에 가시청권이 좁았다. 1970년 4월 10일에는 연주소 신청사가 준공되었다. 방송 커버리지를 넓히기 위해서 1971년 3월 새로운 송신소가 이설되어 준공되었고 10kW로 출력을 증강하면서 광주 전남 대부분지역에서 전파를 받아볼 수 있었다. 1971년 4월 24일에는 비아송신소가 준공되면서 라디오방송 전파를 출력 50KW로 송출하기 시작했다.
1973년 3월 1일, 광주방송국은 한국방송공사 광주방송국으로 출범하였다. 1975년 10월 30일 출력 1kW의 영광중계소가 개소되었다. 1978년 7월 1일부터는 TV 로컬방송을 실시하였고 (주당 2:55), 1979년 12월 24일 채널 5번, 출력 1kW의 노고단 TV중계소가 준공되었다.
1980년 11월 18일에는 종합청사를 준공하였으며, 1980년 언론 강제통폐합 때문에 12월 1일부터 전일방송이 광주방송국에 강제통합되었다. 1981년 2월 2일에는 제3TV(채널 19번/출력 30kW) 및 교육 라디오방송 송출이 시작되었고, 3월 20일부터는 채널 55번/출력 1kW로 제2TV 방송의 송출이 시작되었다. 같은해 6월 1일부터는 FM 92.3MHz, 출력 5kW로 FM방송(스테레오 음악방송)의 송출이 시작되었고, FM 88.3MHz, 출력 1kW로 노고단 중계소의 표준FM 송출도 시작되었다.
1986년 공사 직제 개편으로 한국방송공사 광주방송총국이 변경되었다.
1995년 12월 20일, 제1라디오 표준FM(90.5MHz)에 RDS설치 및 사랑의 소리방송(SCA)을 개국하였다. 1997년 12월 27일 비아송신소를 자동화하였고, 1998년 8월 28일 지하 1층 ~ 지상 9층, 부지 5449평, 연면적 4,488평의 상무신청사를 기공하였다. 1999년 10월 1일 음악FM방송의 24시간방송이 실시되었고, 12월 29일 제3회 광주비엔날레의 주관방송사로 지정되기도 했다.
2000년 10월 31일 상무지구의 광주방송총국 신청사가 완공되었고, 12월 15일 준공식이 열렸다. 2001년 10월 25일 제1라디오 표준FM 스테레오 방송이 개시되었고, 12월 5일 제2라디오 FM방송 개국(95.5MHz) 및 舊 전일방송의 주파수에서 제2라디오로 사용하던 1224kHz 채널을 제3라디오 "사랑의 소리방송"으로 전환하였다. 그 후 2002년 12월 21일 무등산송신소의 자동화사업이 완료되었다.
2003년 11월 28일 제1DTV, 제2DTV 방송이 개국하였다. 뒤이어 2005년 2월 18일에는 교육DTV방송이 개국되었으며, 2006년 6월 4일에는 실용화시험국으로서의 지상파DMB 송신기공사가 완료되었고, 2006년 11월 30일에는 제1라디오 영광중게소(1323KHz)가 폐소되었다. 이후 중계소 부지는 교회로 탈바꿈한 상태이다.
2007년 8월 1일 183.008MHz(DMB CH 8B), 출력 2kW로 지상파DMB방송을 개국하였다.
2012년 10월 30일, 44년간 지속해왔던 지상파 아날로그 TV 방송이 폐지되었고, 2013년 6월 12일에는 디지털TV방송 주파수 재배치를 완료했다.
2017년 12월 29일 KBS광주 1TV와 KBS광주 2TV UHD 방송개국.

## 방송 송출 시설망

### TV
- 1TV
  - 호출부호 : HLKH-DTV
  - 가상채널 : 9-1
- 2TV
  - 호출부호 : HLAA-DTV
  - 가상채널 : 7-1

| 송신소        | UHD      | UHD      | UHD   | HD                                        | HD       | HD    | 송신소 위치                      |
| 송신소        | 물리채널 | 물리채널 | 출력  | 물리채널                                  | 물리채널 | 출력  | 송신소 위치                      |
| 송신소        | 1TV      | 2TV      | 출력  | 1TV                                       | 2TV      | 출력  | 송신소 위치                      |
| ------------- | -------- | -------- | ----- | ----------------------------------------- | -------- | ----- | -------------------------------- |
| 무등산 송신소 | CH 52    | CH 56    | 5kW   | CH 17                                     | CH 18    | 2.5kW | 광주 동구 용연동 산354-4         |
| 이서 중계소   |          |          |       | CH 20                                     | CH 21    | 90W   | 전남 화순군 이서면 인계리 산77-1 |
| 각화 소출력   | CH 17    | CH 18    | 0.05W | 광주 북구 각화동 202                      |          |       |                                  |
| 풍암 소출력   | CH 17    | CH 18    | 0.05W | 광주 서구 금호2동 781-5                   |          |       |                                  |
| 소태 소출력   | CH 17    | CH 18    | 0.05W | 광주 동구 학동 750-1                      |          |       |                                  |
| 화순 소출력   | CH 17    | CH 18    | 0.05W | 전남 화순군 화순읍 광덕리 (남산공원)      |          |       |                                  |
| 무정 중계소   | CH 24    | CH 29    | 10W   | 전남 담양군 무정면 동산리 산17            |          |       |                                  |
| 고달 중계소   | CH 28    | CH 50    | 90W   | 전남 곡성군 고달면 고달리 산1-1           |          |       |                                  |
| 구례 중계소   | CH 30    | CH 35    | 10W   | 전남 구례군 문척면 사성암길 303           |          |       |                                  |
| 영천 중계소   | CH 34    | CH 38    | 5W    | 전남 장성군 장성읍 영천리 산189-1         |          |       |                                  |
| 북일 중계소   | CH 25    | CH 35    | 20W   | 전남 장성군 북일면 신흥리 산72            |          |       |                                  |
| 북이 중계소   | CH 28    | CH 29    | 10W   | 전남 장성군 북이면 신월리 산5-4           |          |       |                                  |
| 북하 중계소   | CH 22    | CH 36    | 5W    | 전남 장성군 북하면 중평리 산104-1         |          |       |                                  |
| 영광 중계소   | CH 39    | CH 45    | 10W   | 전남 영광군 영광읍 도동리 산3-6 물퇴봉    |          |       |                                  |
| 홍농 중계소   | CH 40    | CH 42    | 5W    | 전남 영광군 홍농읍 상하리 산777-3         |          |       |                                  |
| 법성 중계소   | CH 35    | CH 44    | 5W    | 전남 영광군 법성면 대덕리 산117-5         |          |       |                                  |
| 군남 중계소   | CH 22    | CH 25    | 20W   | 전남 영광군 군남면 양덕리 산83            |          |       |                                  |
| 염산 중계소   | CH 20    | CH 21    | 10W   | 전남 영광군 염산면 야월리 산75-2 (가음산) |          |       |                                  |
| 신광 중계소   | CH 20    | CH 21    | 5W    | 전남 함평군 신광면 월암리 산96-1          |          |       |                                  |

아날로그 TV
- 1TV
  - 호출부호 : HLKH-TV

| 송신소        | 채널  | 채널  | 출력        | 송신소 위치                            |
| 송신소        | 1TV   | 2TV   | 출력        | 송신소 위치                            |
| ------------- | ----- | ----- | ----------- | -------------------------------------- |
| 무등산 송신소 | CH 11 | CH 25 | 10kW / 30kW | 광주 동구 용연동 산354-4               |
| 사동 중계소   | CH 47 | CH 41 | 100W        | 광주 남구 사동 177                     |
| 영천 중계소   | CH 43 | CH 21 | 10W         | 전남 장성군 장성읍 영천리 산189-1      |
| 북일 중계소   | CH 29 | CH 35 | 100W        | 전남 장성군 북일면 신흥리 산72         |
| 북하 중계소   | CH 54 | CH 41 | 10W         | 전남 장성군 북하면 중평리 산104-1      |
| 무정 중계소   | CH 35 | CH 41 | 50W         | 전남 담양군 무정면 동산리 산17         |
| 곡성 중계소   | CH 43 | CH 47 | 10W         | 전남 곡성군 삼기면 금반리 산170-4      |
| 이서 중계소   | CH 33 | CH 27 | 500W        | 전남 화순군 이서면 인계리 산77-1       |
| 영광 중계소   | CH 33 | CH 54 | 10W         | 전남 영광군 영광읍 도동리 산3-6 물퇴봉 |
| 홍농 중계소   | CH 41 | CH 39 | 10W         | 전남 영광군 홍농읍 상하리 산777-3      |
| 법성 중계소   | CH 43 | CH 35 | 10W         | 전남 영광군 법성면 대덕리 산117-5      |
| 군남 중계소   | CH 48 | CH 35 | 100W        | 전남 영광군 군남면 양덕리 산82         |
| 구례 중계소   | CH 35 | -     | 50W         | 전남 구례군 문척면 죽마리 산7          |
| 신광 중계소   | CH 31 | CH 33 | 10W         | 전남 함평군 신광면 월암리 산97-1       |
| 율어 중계소   | CH 7  | CH 45 | 10W / 100W  | 전남 보성군 율어면 문양리 산188-1      |
| 회천 중계소   | CH 54 | CH 35 | 50W         | 전남 보성군 회천면 군농리 산93         |

### 라디오
| KBS광주 제1라디오         | KBS광주 제1라디오 | KBS광주 제1라디오 | KBS광주 제1라디오 | KBS광주 제1라디오                      | KBS광주 제1라디오 |
| 송신소                    | 주파수            | 출력              | 호출부호          | 송신소 위치                            | 방송구역&비고 |
| ------------------------- | ----------------- | ----------------- | ----------------- | -------------------------------------- | --- |
| 비아 송신소               | AM 747kHz         | 100kW             | HLKH              | 광주 광산구 수완동 1148                | 광주광역시 전지역 |
| 무등산 송신소             | FM 90.5MHz        | 5kW               | HLKH-SFM          | 광주 동구 용연동 산354-4               | 광주광역시 전지역 목포시 일부, 해남군 일부, 구례군 일부, 보성군 일부 나주시 일부, 담양군 일부, 곡성군 일부, 화순군 일부, 장흥군 일부, 강진군 일부, 영암군 일부, 무안군 일부, 함평군 일부, 영광군 일부, 장성군 일부, 완도군 일부, 진도군 일부, 신안군 일부, 전북 전주시 일부, 익산시 일부, 군산시 일부, 김제시 일부, 남원시 일부, 정읍시 일부, 순창군 일부, 고창군 일부, 무주군 일부, 부안군 일부, 완주군 일부, 임실군 일부, 장수군 일부, 진안군 일부 고흥군 일부, 순천시 일부, 광양시 일부, 여수시 일부 |
| 영광 중계소               | FM 94.9MHz        | 10W               | -                 | 전남 영광군 영광읍 도동리 산3-6 물퇴봉 | 영광군 일원 |
| 장흥 중계소               | FM 96.1MHz        | 10W               | -                 | 전남 장흥군 장흥읍 행원리 산8          | 장흥군 일원 |
| KBS광주 제2라디오(해피FM) |                   |                   |                   |                                        | |
| 송신소                    | 주파수            | 출력              | 호출부호          | 송신소 위치                            | 방송구역&비고 |
| 무등산 송신소             | FM 95.5MHz        | 3kW               | HLAA-SFM          | 광주 동구 용연동 산354-4               | 광주광역시 전지역 목포시 일부, 해남군 일부, 구례군 일부, 보성군 일부 나주시 일부, 담양군 일부, 곡성군 일부, 화순군 일부, 장흥군 일부, 강진군 일부, 영암군 일부, 무안군 일부, 함평군 일부, 영광군 일부, 장성군 일부, 완도군 일부, 진도군 일부, 신안군 일부, 전북 전주시 일부, 익산시 일부, 군산시 일부, 김제시 일부, 남원시 일부, 정읍시 일부, 순창군 일부, 고창군 일부, 무주군 일부, 부안군 일부, 완주군 일부, 임실군 일부, 장수군 일부, 진안군 일부                                                    |
| KBS 제3라디오             |                   |                   |                   |                                        | |
| 송신소                    | 주파수            | 출력              | 호출부호          | 송신소 위치                            | 방송구역&비고 |
| 순천 송신소               | AM 576kHz         | 10kW              | HLKZ              | 전남 순천시 해룡면 대안리 974-2        | 전남동부권 전지역 |
| KBS광주 음악FM            |                   |                   |                   |                                        | |
| 송신소                    | 주파수            | 출력              | 호출부호          | 송신소 위치                            | 방송구역&비고 |
| 무등산 송신소             | FM 92.3MHz        | 5kW               | HLKH-FM           | 광주 동구 용연동 산354-4               | 광주광역시 전지역 목포시 일부, 해남군 일부, 구례군 일부, 보성군 일부 나주시 일부, 담양군 일부, 곡성군 일부, 화순군 일부, 장흥군 일부, 강진군 일부, 영암군 일부, 무안군 일부, 함평군 일부, 영광군 일부, 장성군 일부, 완도군 일부, 진도군 일부, 신안군 일부 고흥군 일부, 광양시 일부, 순천시 일부, 여수시 일부, 전북 전주시 일부, 익산시 일부, 군산시 일부, 김제시 일부, 남원시 일부, 정읍시 일부, 순창군 일부, 고창군 일부, 무주군 일부, 부안군 일부, 완주군 일부, 임실군 일부, 장수군 일부, 진안군 일부 |

## 조직
- 편성제작국 - 편성팀, 아나운서팀, TV제작팀, 영상제작팀
- 보도국 - 취재팀, 영상취재팀
- 기술국 - 기술관리팀, 제작기술팀, 송출기술팀
- 시청자서비스국 - 총무팀, 재원관리팀

## TV 프로그램

### KBS 1TV
PC,모바일 MY K로 실시간 시청 가능
내고향 채널 → 광주

#### 뉴스 프로그램
| 프로그램명             | 방송시간           | 편성시간                                                | 앵커                        |
| ---------------------- | ------------------ | ------------------------------------------------------- | --------------------------- |
| KBS 뉴스광장 광주·전남 | 15분               | 평일 아침 7시 35분 ~ 7시 50분                           | 채윤아                      |
| KBS 뉴스 930 광주·전남 | 15분               | 평일 오전 9시 45분 ~ 10시                               | 조윤지                      |
| KBS 뉴스 7 광주·전남   | 40분               | 월~목 저녁 7시 ~ 7시 40분                               | 양창희, 유도희              |
| KBS 뉴스 7 광주·전남   | 5분                | 금 저녁 7시 25분 ~ 7시 30분                             | 유도희                      |
| KBS 뉴스 9 광주·전남   | 평일 15분 주말 5분 | 평일 밤 9시 30분 ~ 9시 45분 주말 밤 9시 25분 ~ 9시 30분 | 임정섭 (평일) 서은혜 (주말) |

#### TV 프로그램
- 생방송 토론 740 : 화요일  저녁 7시 40분~ (50분)
- 특집 방송 : 수요일 저녁 7시 40분 ~ 8시 30분
- KBS광주 열린마당 : 금요일 아침 8:25 ~ (55분) 광주/전남의 아침마당이라고 할 수 있다.
- 생생3도 : 금요일 17:30 ~ (30분, 전주, 광주, 제주 3개 지역에서 제작해 전남북, 제주도 3도에 방송하는 프로그램)
- 별별다방 : 금요일 19:40 ~ (50분) 

ㅇ 전국방송
- 문화스케치 (지역KBS 제작, 전국 방송) / 6시 내고향 (참여)

* 이전 프로그램
| 방송 시간     | 프로그램                             |
| ------------- | ------------------------------------ |
| 17:30 (월~목) | 전국을 달린다                        |
| 17:40 (월~목) | 이맘때                               |
| 19:40 (화)    | 생방송 토론 740                      |
| 08:25 (금)    | KBS광주 열린마당 (생생토크 자체방송) |
| 17:30 (금)    | 생생 3도                             |
| 19:40 (금)    | 별별다방                             |

## 라디오 프로그램

### 제1라디오

#### 뉴스
| 프로그램명                  | 방송시간            | 편성시간                |
| --------------------------- | ------------------- | ----------------------- |
| KBS 제1라디오 9시 뉴스      | 월요일 ~ 금요일 5분 | 오전 9시 ~ 9시 5분      |
| KBS 제1라디오 정오종합뉴스  | 월요일 ~ 금요일 5분 | 낮 12시 15분~ 12시 20분 |
| KBS 제1라디오 오후 5시 뉴스 | 월요일 ~ 금요일 5분 | 오후 5시 ~ 5시 5분      |
| KBS 제1라디오 오후 6시 뉴스 | 토요일 ~ 일요일 5분 | 저녁 6시 ~ 6시 5분      |

#### 프로그램
- 출발! 무등의 아침 (시사교양, 평일 8:30~8:58)(진행 정길훈)
- 남도투데이 (시사교양, 평일 16:05~16:58)(진행 임정섭)
- 여기는 KBS 광주 제1라디오 (매일 04:54~05:00) (시보자 임정섭)

### 제2라디오 (Happy FM)

#### 프로그램
- 여기는 KBS 광주 제2라디오 (매일 04:54~05:00) (시보자 임정섭)

### 음악FM
- 여기는 KBS 광주 음악FM (매일 오전 4시 54분 ~ 5시) (시보자 임정섭, 정은아)

#### 종영 프로그램
- 라디오 정보시대 (1R) (2003년 7월 14일부터 2023년 3월 31일자로 폐지)
- 채윤아의 5시 매거진 (1R) (2023년 4월 3일부터 2024년 3월 29일자로 폐지)
- 11시 남도가 좋다 (1R) (2024년 4월 1일부터 2025년 1월 31일자로 폐지)
- 빛고을 가요 차차차 (2R) (2005년 5월 2일부터 2016년 10월 23일까지, 2019년 11월 18일부터 2024년 3월 29일자로 완전 폐지)
- 추억공감 11시 (2R) (2016년 10월 24일부터 2019년 11월 10일자로 폐지)
- 하이 파이브 (2R) (2024년 4월 1일부터 2024년 11월 22일자로 폐지)
- 오후의 풍경과 음악 (음악FM) (2009년 4월 27일부터 2024년 11월 15일자로 폐지)

## 직원
| KBS광주방송총국 아나운서 | KBS광주방송총국 아나운서 | KBS광주방송총국 아나운서 | KBS광주방송총국 아나운서 |
| 입사연도                 | 기수                     | 남성                     | 여성                     |
| ------------------------ | ------------------------ | ------------------------ | ------------------------ |
| 2004년                   | (30기)                   | 임정섭                   | 정은아                   |
| 2008년                   | (34기)                   |                          | 채윤아                   |
| 2019년                   | (46기)                   |                          | 유도희                   |

### 전직 아나운서

#### 남성
- 김은성(1997~1998, 현 KBS 서울본국)
- 김희수(2002~2003, 현 KBS 서울본국)
- 이상호(2003~2004, 현 KBS 서울본국)
- 배성재(2005, 전 SBS 아나운서, 현 방송인)
- 김병욱
- 박대식(정년퇴임)
- 서상기(1986~2017 정년퇴임, 현 K-ann아나운서아카데미 원장)
- 이경수(1987~2018 정년퇴임)
- 김한별(2010년 ~ 2024, 현 퇴사)

#### 여성
- 홍소연 (현 KBS 서울본국)
- 양율희 (퇴사)
- 임지현 (2006년 전 KNN 아나운서, 전 청주MBC 아나운서, 전 MBC 라디오 뉴스캐스터)
- 이혜성 (2016~2018, 전 KBS 서울본국, 현 방송인)
- 강은이 (정년퇴임)
- 위영미 (정년퇴임)
- 박재효 (정년퇴임)
- 임진숙 (정년퇴임)
- 전세희 (현 연합뉴스TV)

### 기상캐스터
- 남윤선

### 리포터
- 송유현
- 황진아
- 김나윤
- 김효민
- 곽안선
- 김현경

### 기자
- 박상훈 보도국장
- 박웅
- 허재희
- 이수진
- 류성호
- 박지성
- 손민주
- 김정대
- 김호
- 곽선정
- 손준수
- 지종익
- 최정민
- 유승용
- 정길훈
- 윤주성
- 김해정
- 양창희
- 이성각
- 백미선
- 최송현
- 최혜진

## 같이 보기
- SBS
- KBS1

## 참고 문헌
- KBS 광주방송총국의 어제와 오늘 (1) 보관됨 2016-03-14 - 웨이백 머신
- KBS 광주방송총국의 어제와 오늘 (2) 보관됨 2016-03-14 - 웨이백 머신